# 투 핫!
《투 핫!》(영어: Too Hot to Handle)은 토크백이 제작하고 프리맨틀이 배급하는 리얼리티 데이팅 게임 쇼이다. 로라 깁슨과 찰리 베넷이 기획하였으며, 2020년 4월 17일부터 5월 8일까지 넷플릭스에서 방영되었다.
멕시코의 한 리조트에서 참가자들이 생활하며, 쇼가 씉나기 전까지 어떠한 성적 접촉을 하면 10만 달러부터 상금이 감소한다.

## 참가자
2020년 4월 10일 엔터테인먼트 투나잇에서 참가자 정보가 공개되었다.
| 국적           | 이름                 | 나이 | 거주지                           | 첫 등장 | 마지막 등장 | 상태      | 참고        |
| -------------- | -------------------- | ---- | -------------------------------- | ------- | ----------- | --------- | ----------- |
| 미국           | 브라이스 허시버그    | 29   | 캘리포니아주 로스앤젤레스 베니스 | 3화     | 8화         | 우승자    | [ 1 ] [ 2 ] |
| 영국           | 클로이 비치          | 21   | 에식스주                         | 1화     | 8화         | 우승자    | [ 1 ] [ 2 ] |
| 영국           | 데이비드 버트위슬    | 28   | 런던                             | 1화     | 8화         | 우승자    | [ 1 ] [ 2 ] |
| 캐나다         | 프란체스카 패러고    | 26   | 브리티시컬럼비아주 밴쿠버        | 1화     | 8화         | 우승자    | [ 1 ] [ 2 ] |
| 오스트레일리아 | 해리 조지            | 22   | 퀸즐랜드주 브리즈번              | 1화     | 8화         | 우승자    | [ 1 ] [ 2 ] |
| 영국           | 켈러치 "켈즈" 다이크 | 27   | 런던                             | 1화     | 8화         | 우승자    | [ 1 ] [ 2 ] |
| 영국           | 리디아 클라이머      | 22   | 햄프셔주 포츠머스                | 6화     | 8화         | 우승자    | [ 1 ] [ 2 ] |
| 아일랜드       | 니콜 오브라이언      | 23   | 코크주                           | 1화     | 8화         | 우승자    | [ 1 ] [ 2 ] |
| 미국           | 론다 폴              | 27   | 조지아주 애틀랜타                | 1화     | 8화         | 우승자    | [ 1 ] [ 2 ] |
| 미국           | 샤론 타운젠드        | 25   | 뉴저지주 캠던                    | 1화     | 8화         | 우승자    | [ 1 ] [ 2 ] |
| 영국           | 코리 샘프슨          | 22   | 데번주 플리머스                  | 6화     | 8화         | 탈락자    | [ 1 ] [ 2 ] |
| 미국           | 매디슨 와이버니      | 20   | 캘리포니아주 로스앤젤레스        | 6화     | 8화         | 탈락자    | [ 1 ] [ 2 ] |
| 미국           | 매슈 스미스          | 29   | 콜로라도주 하일랜즈랜치          | 1화     | 6화         | 자진 하차 | [ 1 ] [ 2 ] |
| 미국           | 헤일리 큐어턴        | 20   | 플로리다주 잭슨빌                | 1화     | 6화         | 탈락자    | [ 1 ] [ 2 ] |